# مارگوت شیکابونی
مارگوت شیکابونی (مجاری: Margot Sikabonyi؛ ‏ تلفظ نام‌خانوادگی به تلفظ مجاری: [ˈʃikɒboˌɲi]؛ زادهٔ ۱۶ دسامبر ۱۹۸۲) بازیگر مجارستانی‌‌تبار اهل ایتالیا است.
از فیلم‌ها یا مجموعه‌های تلویزیونی که وی در آن‌ها نقش داشته‌است، می‌توان به یک پزشک در خانواده اشاره نمود.